# Villameá (Guntín)
Villameá (llamada oficialmente San Martiño de Vilameá) es una parroquia y una aldea española del municipio de Guntín, en la provincia de Lugo, Galicia.

## Organización territorial
La parroquia está formada por seis entidades de población:
- Alvaredo (O Albaredo)
- Carballo (O Carballo)
- Pradedo de Abaixo
- Pradedo de Arriba
- Trastulfe
- Vilameá

## Demografía

### Parroquia
| Gráfica de evolución demográfica de Villameá (parroquia) entre 2000 y 2020 |
|                                                                            |
| Datos según el nomenclátor publicado por el INE.                           |

### Aldea
| Gráfica de evolución demográfica de Vilameá (aldea) entre 2000 y 2020 |
|                                                                       |
| Datos según el nomenclátor publicado por el INE.                      |